# Osteolepiformes
Gli osteolepiformi (Osteolepiformes) sono un gruppo di pesci tetrapodomorfi estinti, apparsi per la prima volta nel corso del Devoniano medio (circa 400 milioni di anni fa). In questo gruppo è da ricercarsi la linea filetica che ha portato vertebrati terrestri (tetrapodi).

## Descrizione
In generale, gli osteolepiformi possedevano un corpo robusto e allungato; le pinne pettorali erano piuttosto grandi e carnose, mentre tutte le altre pinne erano relativamente piccole e poste all'indietro. Il cranio era molto grande e dotato di mascelle ampie e fornite di denti aguzzi. Le ossa craniche sono molto particolari e mostrano vari gradi di passaggio ad uno stato tipico dei primi tetrapodi.
Per quanto riguarda lo scheletro assiale, esso variava molto da specie a specie; le pinne, invece, sono poco conosciute negli osteolepiformi più primitivi. Tutti i rappresentanti del gruppo, in ogni caso, possedevano una caratteristica primitiva: uno spesso strato di cosmina che copriva le scaglie e le ossa esposte; i pori sensori, in questi animali, erano molto meno sviluppati rispetto al gruppo dei Porolepiformi, e lo strato non si estendeva all'interno dei pori. Tutti gli osteolepiformi, inoltre, possedevano scudi ossei ingranditi alla base di ogni pinna (da qui il nome osteolepidi).

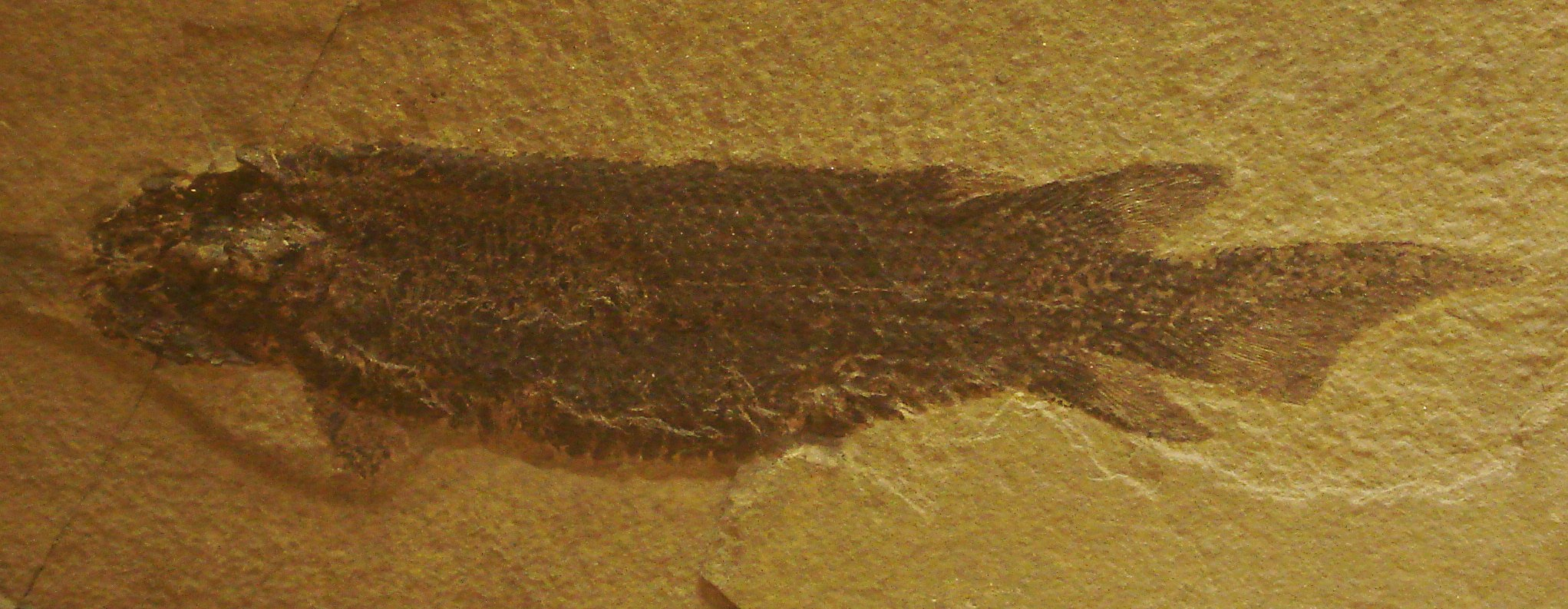
Fossile di Thursius

## Posizione tassonomica
Gli osteolepiformi sono classificati all'interno del gruppo dei tetrapodomorfi, che comprende i pesci sarcopterigi vicini all'origine dei tetrapodi. Rispetto agli affini rizodontiformi, gli osteolepiformi erano generalmente più piccoli ed erano più simili ai tetrapodi, anche se sono note forme molto grandi (Hyneria). All'interno del gruppo, la famiglia degli osteolepidi (Osteolepididae, come Osteolepis) è considerata la più primitiva, mentre i tristicotteridi (Tristichopteridae, come Eusthenopteron) erano più grandi e specializzati. Gli osteolepiformi, nel corso del Devoniano, diedero origine a un numero di forme simili a tetrapodi, note come elpistostegali (Elpistostegalia), che in seguito portarono all'evoluzione dei vertebrati terrestri (tetrapodi).